# Lijst van voetbalinterlands Griekenland - Malta
Deze lijst van voetbalinterlands is een overzicht van alle officiële voetbalwedstrijden tussen de nationale teams van Griekenland en Malta. De landen speelden tot op heden twaalf keer tegen elkaar. De eerste ontmoeting, een kwalificatiewedstrijd voor het Europees kampioenschap voetbal 1972, werd gespeeld in Gżira op 11 oktober 1970. Het laatste duel, een vriendschappelijke wedstrijd, vond plaats op 11 juni 2024 in Grödig (Oostenrijk).

## Wedstrijden
| №  | Plaats       | Datum            | Competitie           | Wedstrijd           | Uitslag |
| -- | ------------ | ---------------- | -------------------- | ------------------- | ------- |
| 1  | Gżira        | 11 oktober 1970  | EK 1972 kwalificatie | Malta – Griekenland | 1 – 1   |
| 2  | Athene       | 18 juni 1971     | EK 1972 kwalificatie | Griekenland – Malta | 2 – 0   |
| 3  | Gżira        | 23 februari 1975 | EK 1976 kwalificatie | Malta – Griekenland | 2 – 0   |
| 4  | Thessaloniki | 4 juni 1975      | EK 1976 kwalificatie | Griekenland – Malta | 4 – 0   |
| 5  | Athene       | 31 oktober 1990  | EK 1992 kwalificatie | Griekenland – Malta | 4 – 0   |
| 6  | Ta' Qali     | 22 december 1991 | EK 1992 kwalificatie | Malta – Griekenland | 1 – 1   |
| 7  | Ta' Qali     | 28 maart 2007    | EK 2008 kwalificatie | Malta – Griekenland | 0 – 1   |
| 8  | Athene       | 17 november 2007 | EK 2008 kwalificatie | Griekenland – Malta | 5 – 0   |
| 9  | Ta' Qali     | 26 maart 2011    | EK 2012 kwalificatie | Malta – Griekenland | 0 – 1   |
| 10 | Piraeus      | 4 juni 2011      | EK 2012 kwalificatie | Griekenland – Malta | 3 – 1   |
| 11 | Ta' Qali     | 17 november 2022 | Vriendschappelijk    | Malta − Griekenland | 2 − 2   |
| 12 | Grödig       | 11 juni 2024     | Vriendschappelijk    | Malta − Griekenland | 0 − 2   |

## Samenvatting
| Competitie        | Totaal gespeeld | Winst Griekenland | Gelijk | Winst Malta | Doelsaldo Griekenland – Malta |
| ----------------- | --------------- | ----------------- | ------ | ----------- | ----------------------------- |
| EK-kwalificatie   | 10              | 7                 | 2      | 1           | 22 − 5                        |
| Vriendschappelijk | 2               | 1                 | 1      | 0           | 4 − 2                         |
| Totaal            | 12              | 8                 | 3      | 1           | 26 − 7                        |

## Details

### Vijfde ontmoeting
| Griekenland                                                                               | 4 – 0 | Malta |
| Nikos Tsiantakis 37' Vassilis Karapialis 40' Dimitris Saravakos 59' Stefanos Borbokis 87' | goals |       |

### Zesde ontmoeting
| Malta              | 1 – 1 | Griekenland          |
| Stefan Sultana 42' | goals | 66' Petros Marinakis |

### Zevende ontmoeting
| Malta                    | 0 – 1        | Griekenland                |
|                          | goals        | 66' (pen.) Angelos Basinas |
| Roderick Briffa 40', 66' | rode kaarten |                            |

### Achtste ontmoeting
| Griekenland                                                                                            | 5 – 0 | Malta |
| Theofanis Gekas 32' Angelos Basinas 54' Ioannis Amanatidis 61' Theofanis Gekas 72' Theofanis Gekas 74' | goals |       |

### Negende ontmoeting
| Malta | 0 – 1 | Griekenland             |
|       | goals | 90' Vassilios Torosidis |

### Tiende ontmoeting
| Griekenland                                                              | 3 – 1 | Malta              |
| Ioannis Fetfatzidis 8' Kyriakos Papadopoulos 26' Ioannis Fetfatzidis 64' | goals | 54' Michael Mifsud |

EPO · A-internationals · Bondscoaches · Selecties · Grieks vrouwenelftal · Olympisch elftal · Griekenland U21 · Griekenland U20 · Griekenland U19 · Griekenland U18 · Griekenland U17 · Griekenland U16
1920 – 1929 ·
1930 – 1939 ·
1940 – 1949 ·
1950 – 1959 ·
1960 – 1969 ·
1970 – 1979 ·
1980 – 1989 ·
1990 – 1999 ·
2000 – 2009 ·
2010 – 2019 ·
2020 − 2029
EK 1980 · 
EK 2004 · 
EK 2008 · 
EK 2012
WK 1994 · 
WK 2010 · 
WK 2014
OS 1920 · 
OS 1952 · 
OS 2004
1920 · 
1921–1928 · 
1929 · 
1930 · 
1931 · 
1932 · 
1933 · 
1934 · 
1935 · 
1936 · 
1937 · 
1938 · 
1939–1947 · 
1948 · 
1949 · 
1950 · 
1952 · 
1952 · 
1953 · 
1954 · 
1955 · 
1956 · 
1957 · 
1958 · 
1959 · 
1960 · 
1961 · 
1962 · 
1963 · 
1964 · 
1965 · 
1966 · 
1967 · 
1968 · 
1969 · 
1970 · 
1971 · 
1972 · 
1973 · 
1974 · 
1975 · 
1976 · 
1977 · 
1978 · 
1979 · 
1980 · 
1981 · 
1982 · 
1983 · 
1984 · 
1985 · 
1986 · 
1987 · 
1988 · 
1989 · 
1990 · 
1991 ·
1992 · 
1993 · 
1994 · 
1995 · 
1996 · 
1997 · 
1998 · 
1999 · 
2000 · 
2001 · 
2002 · 
2003 · 
2004 · 
2005 · 
2006 · 
2007 · 
2008 · 
2009 · 
2010 · 
2011 · 
2012 · 
2013 · 
2014 · 
2015 · 
2016 · 
2017 · 
2018 ·
2019 ·
2020 ·
2021 ·
2022 ·
2023
Albanië ·
Argentinië ·
Armenië ·
Australië ·
België ·
Bolivia ·
Bosnië en Herzegovina ·
Brazilië ·
Bulgarije ·
Canada ·
Chili ·
Colombia ·
Costa Rica ·
Cyprus ·
Denemarken ·
DDR · 
Duitsland ·
Ecuador · 
Egypte ·
El Salvador ·
Engeland ·
Estland ·
Ethiopië ·
Faeröer ·
Finland ·
Frankrijk ·
Georgië ·
Ghana ·
Gibraltar ·
Honduras ·
Hongarije ·
Ierland ·
IJsland ·
Israël ·
Italië ·
Ivoorkust ·
Japan ·
Joegoslavië ·
Kameroen ·
Kazachstan ·
Kosovo ·
Kroatië ·
Letland ·
Libië ·
Liechtenstein ·
Litouwen ·
Luxemburg ·
Malta ·
Marokko ·
Mexico ·
Moldavië ·
Montenegro ·
Nederland ·
Nieuw-Zeeland ·
Nigeria ·
Noord-Ierland ·
Noord-Korea · 
Noorwegen ·
Oekraïne ·
Oostenrijk ·
Palestina ·
Paraguay · 
Polen ·
Portugal ·
Qatar ·
Roemenië ·
Rusland ·
San Marino ·
Saoedi-Arabië · 
Schotland ·
Senegal · 
Servië · 
Slovenië ·
Slowakije ·
Sovjet-Unie ·
Spanje ·
Syrië ·
Tsjechië ·
Tsjecho-Slowakije ·
Turkije ·
Verenigde Staten ·
Wales ·
Wit-Rusland · 
Zuid-Korea ·
Zweden ·
Zwitserland
Colombia (2014) · 
Costa Rica (2014) · 
Duitsland (2012) · 
Ivoorkust (2014) · 
Japan (2014) ·
Polen (2012) ·
Portugal (2004, 2) · 
Rusland (2008) ·
Rusland (2012) ·
Spanje (2008) ·
Tsjechië (2012) ·
Zuid-Korea (2010) ·
Zweden (2008)
Malta Football Association · A-internationals · Bondscoaches · Statistieken · Maltees vrouwenelftal · Malta U21 · Malta U20 · Malta U19 · Malta U18 · Malta U17 · Malta U16
1957 – 1959 ·
1960 – 1969 ·
1970 – 1979 ·
1980 – 1989 ·
1990 – 1999 ·
2000 – 2009 ·
2010 – 2019 ·
2020 − 2029
1957 · 
1958 · 
1959 · 
1960 · 
1961 · 
1962 · 
1963 · 
1964 · 
1965 · 
1966 · 
1967 · 1968 · 
1969 · 
1970 · 
1971 · 
1972 · 
1973 · 
1974 · 
1975 · 
1976 · 
1977 · 
1978 · 
1979 · 
1980 · 
1981 · 
1982 · 
1983 · 
1984 · 
1985 · 
1986 · 
1987 · 
1988 · 
1989 · 
1990 ·
1991 · 
1992 · 
1993 · 
1994 · 
1995 · 
1996 · 
1997 · 
1998 · 
1999 · 
2000 · 
2001 · 
2002 · 
2003 · 
2004 · 
2005 · 
2006 · 
2007 · 
2008 · 
2009 · 
2010 · 
2011 · 
2012 · 
2013 · 
2014 · 
2015 · 
2016 ·
2017 ·
2018 ·
2019 ·
2020 ·
2021 ·
2022
Albanië ·
Algerije ·
Andorra ·
Angola ·
Armenië ·
Azerbeidzjan ·
België ·
Bosnië en Herzegovina · 
Bulgarije ·
Canada ·
Centraal-Afrikaanse Republiek ·
Cyprus ·
DDR ·
Denemarken ·
Duitsland ·
Egypte ·
Engeland ·
Estland ·
Faeröer ·
Finland ·
Frankrijk ·
Gabon ·
Georgië ·
Gibraltar · 
Griekenland ·
Hongarije ·
Ierland ·
IJsland ·
Indonesië ·
Israël ·
Italië ·
Japan ·
Joegoslavië ·
Jordanië ·
Kaapverdië ·
Kazachstan ·
Koeweit ·
Kosovo ·
Kroatië ·
Letland ·
Libanon ·
Libië ·
Liechtenstein ·
Litouwen ·
Luxemburg ·
Moldavië ·
Nederland ·
Noord-Ierland ·
Noord-Macedonië ·
Noorwegen ·
Oekraïne ·
Oostenrijk ·
Polen ·
Portugal ·
Qatar ·
Roemenië ·
Rusland ·
San Marino ·
Schotland ·
Slovenië ·
Slowakije ·
Spanje ·
Thailand ·
Tsjechië ·
Tsjecho-Slowakije ·
Tunesië · 
Turkije · 
Venezuela · 
Verenigde Arabische Emiraten ·
Verenigde Staten ·
Wales ·
Wit-Rusland ·
Zuid-Afrika ·
Zuid-Korea ·
Zweden ·
Zwitserland